# Eblisia compta
Eblisia compta är en skalbaggsart som först beskrevs av Lewis 1914.  Eblisia compta ingår i släktet Eblisia och familjen stumpbaggar. Inga underarter finns listade i Catalogue of Life.